# Черкашин, Алексей Петрович
Алексей Петрович Черкашин (1922—1985) — горный диспетчер шахтоуправления № 8 «Дерезовка», Герой Социалистического Труда.

## Биография
Родился 29 марта 1922 года в крестьянской семье села Солдатское Ракитянского района Курской области. Окончив семилетку и курсы механизаторов сельского хозяйства, трудился в колхозе.
В первые месяцы Великой Отечественной войны Алексей Петрович был призван на воинскую службу и по окончании полковой школы младших командиров был направлен в действующую армию. Артиллерист Алексей фронтовыми дорогами прошёл боевой путь от Волги до Вены, имел ранения и награды за боевые заслуги — орден Славы III степени и несколько медалей.
Осенью 1945 года А. П. Черкашин, демобилизованный из рядов армии по первой очереди, приехал в Донбасс, где начал трудовую деятельность на шахте имени Дзержинского. В кратчайший срок фронтовик освоил профессию забойщика, затем окончил курсы машинистов углевыемочных машин и возглавил бригаду механизаторов в лаве участка «Соленый-Восток 220». Ежесменно бригада под его руководством снимала 100-метровую полоску, а участок был в числе передовых на шахте.
Когда в конце 1949 года был введен в эксплуатацию обособленный шахтоучасток № 8 «Дерезовка», Алексея Черкашина, к тому времени без отрыва от производства окончившего курсы горных мастеров, перевели на этот участок и поручили руководить сменой. Коллектив участка комплектовался в основном за счет пребывающей в город молодёжи по комсомольскому набору и демобилизованных из рядов армии. В забойщицкой бригаде из кадровых горняков только Степан Копыленко и Егор Золотухин. Остальные — молодёжь, которые недавно отбойный молоток в руки взяли, участок по добыче отставал.
С согласия начальника участка Павла Максимовича Некрасова и руководства шахты Алексей Петрович Черкашин возглавил молодёжную бригаду забойщиков, став наставником для многих молодых ребят. Его примеру последовали кадровые забойщики Копыленко, Колотухин, Пасечник, каждый из них обязался в течение месяца к самостоятельной работе подготовить не менее чем двоих учеников. И вскоре участок вышел из прорыва, стал набирать темпы — увеличивать объём добычи, улучшать все технико-экономические показатели и именоваться комсомольско-молодёжным. Наравне с производительным трудом многие молодые рабочие повышали как общее, так и техническое образование — учились в школе рабочей молодёжи, на вечернем отделении Дзержинского техникума и заочно в высших учебных заведениях.
Высокой государственной награды был удостоен наставник молодёжи бригадир комсомольско-молодёжной бригады Алексей Петрович Черкашин — в апреле 1957 года ему было присвоено звание Героя Социалистического Труда и вручены орден Ленина и золотая медаль «Серп и Молот».
В последующие три года на шахтоучастке № 8 «Дерезовка» в трех лавах выемка угля производилась механизированным способом, с помощью врубовых машин и комбайнов, и суточная добыча достигла 700 тонн угля. На 22 апреля 1960 года коллектив шахтоучастка взял обязательство достичь 1000 тонн суточной добычи и сдержал слово — на-гора было выдано 1130 тонн угля. А коллектив комсомольско-молодежной бригады под руководством Алексея Петровича Черкашина выдал на-гора 450 тонн. Был членом КПСС, в 1961 году избирался делегатом XXII съезда КПСС.
В 1963 году шахтоучастки № 8 «Дерезовка» и «Новая Валюга» были объединены в шахтоуправление № 8 треста «Дзержинскуголь». Алексей Петрович Черкашин, к этому времени окончивший вечернее отделение Дзержинского горного техникума, был назначен горным диспетчером шахтоуправления № 8. С этой должности весной 1972 года Алексей Петрович Черкашин ушёл на заслуженный отдых и через некоторое время выехал на постоянное местожительство в Курскую область в родное село.
Умер 5 октября 1985 года в Курской области. По другим данным жил в Полтавской области и умер 05.10.1993 году в городе Комсомольск.

## Память
- Портрет Героя Социалистического Труда — Черкашина А. П. помещен на стенде Аллеи Трудовой славы посёлка Ракитное.[2]

## Награды
- Указом Президиума Верховного Совета СССР от 26 апреля 1957 года за выдающиеся успехи, достигнутые в деле развития угольной промышленности в годы пятой пятилетки и в 1956 году, Черкашину Алексею Петровичу присвоено звание Героя Социалистического Труда с вручением ордена Ленина и золотой медали «Серп и Молот».
- Награждён орденами Красной Звезды (1943), Славы 3-й степени (1945), а также медалями, в числе которых «За отвагу» и «За оборону Сталинграда».